# Sthenias microphthalmus
Sthenias microphthalmus là một loài bọ cánh cứng trong họ Cerambycidae.